# Модести Блейз
«Модести Блейз» (англ. Modesty Blaise, имя главной героини игра слов, дословно означает Скромница Блейз) — британская приключенческая кинокомедия режиссера Джозефа Лоузи 1966 года, экранизация одноимённой серии комиксов Питера О’Доннелла.

## Сюжет
После убийства одного из своих агентов в  Амстердаме глава британской Секретной службы сэр Джеральд Таррант завербовал бывшего криминального авторитета Модести Блейз для охраны партии алмазов, направлявшейся в  Абу-Тахир. Груз также привлёк Габриэля, главу преступной организации, в которую входят его бухгалтер МакУиртер и телохранитель миссис Фотергилл. Модести верит, что Габриэль, который держит резиденцию в Средиземном море, мертв.
В обмен на исключительную скидку на экспорт нефти из королевства британское правительство периодически поставляет Шейху алмазы. Блейз, которая постоянно находится в любовно-ненавистнических отношениях с правоохранительными органами, завербована не только из-за своей компетентности, но и потому, что она приемная дочь шейха и поэтому безоговорочно ему доверяет. Модести соглашается на это соглашение при условии, что британское правительство предоставит ей полную неприкосновенность и полную свободу доставлять алмазы так, как она считает нужным.

## В ролях
- Моника Витти — Модести Блейз
- Теренс Стэмп — Вилли Гарвин
- Дирк Богард — Габриэль
- Гарри Эндрюс — сэр Джеральд Таррант
- Клайв Ревилл — МакУиртер
- Росселла Фальк — Клара Фотергилл
- Тина Омон — Николь
- Макс Турилли — Штраусс
- Александер Нокс — министр

## Критика
«Модести Блейз» имел умеренный успех во время выхода. Однако позже оценки фильма снизились. Как выразился один из критиков: «слишком многое в этом кэмпе просто глупо, трудоёмко и иногда болезненно».
Фильм был представлен на Каннском кинофестивале 1966 года, где был номинирован на Золотую пальмовую ветвь, но уступил фильмам «Мужчина и женщина» и «Птицы, пчёлы и итальянцы».
Босли Кроутер из The New York Times охарактеризовал его как «странный фильм […] возможно, если бы вся картина была на уровне некоторых более ярких и остроумных моментов, или если бы она соответствовала своему живописному оформлению, которое просто ослепительно, ей можно было бы аплодировать как первоклассной сатирической работе». По словам Кроутера: «постановка, несколько декораций в стиле поп-арт и гейская, бесстрастная музыкальная партитура, — это действительно единственные неизменно забавные вещи в этом причудливом цветном фильме».

## Продолжение
Две другие попытки адаптировать комикс для экрана были предприняты в 1982 году в фильме «Модести Блейз» с Энн Теркел в роли Блейз и в 2003 году в фильме «Меня зовут Модести», приквеле с Александрой Штаден в главной роли и полным исключением персонажа Вилли Гарвина.